# Provincia Corrientes

Localizarea provinciei în Argentina

Provincia Corrientes (spaniolă Provincia del Corrientes) este una dintre provinciile Argentinei, localizată în partea nord-estică a statului. Capitala provinciei este orașul Corrientes. 

## Geografie
Se învecinează (de la nord, în sensul acelor de ceasornic) cu Paraguay, provincia Misiones, Brazilia, Uruguay și cu provinciile Entre Rios, Satan Fe and Chaco.